# Hangin’ On
Hangin’ On — совместный студийный альбом Роберта Локвуда и Джонни Шайнса, выпущенный в 1980 году. Лауреат 1st National Blues Music Awards 1980 года в номинации «Альбом традиционного блюза» .

## Об альбоме
Блюзовые гитаристы, одни из старейших на тот момент активно работающих блюзмена Роберт Локвуд и Джонни Шайнс с конца 1970-х много работали вместе, гастролируя как в США, так и за пределами страны. В 1979 году они решили записать дебютный альбом своего дуэта. Альбом записывался в Кливленде на Agency Recording Studio 16-17 января 1980 года, за исключением гитарных дуэтов, записанных на The Mixing Lab в Ньютоне, Массачусетс на следующий день.
Роберт Кристгау оценил альбом на A- (очень хорошая пластинка. Если даже одна из её сторон не приносит постоянного и сильного удовлетворения, то обе включают несколько песен, которые это обеспечивают),
сказав что: «Акустический дуэт [гитарный], меняющийся (и никогда не смешивающийся) лид-вокал, расслабленная аранжировка духовых и фанковые ударные на их дебютной записи могут показаться мешаниной, но пение и композиторское мастерство Шайнса заполняют пробелы Локвуда, который давно сделал непритязательную эклектику своей специальностью» 
«„Razzmadazz“ — инструментальная композиция, действительно стоящая внимания — Локвуд играет на акустической 12-струнной гитаре и выполняет большую часть ритм-партии — Шайнс играет соло (на 6-струнной акустической гитаре), в основном исполняя одну партию — но взаимодействие и переплетения — это чудо. В песне „Mean Mistreater“ есть вокал и великолепный ритм Локвуда на 12-струнной акустической гитаре. Шайнс со вкусом заполняет переплетающееся соло» .
Сам Джонни Шайнс однажды назвал этот альбом как свой альбом, на котором он собрал свою лучшую гитарную работу .

## Список композиций
| №  | Название                   | Автор(ы)      | Длительность |
| -- | -------------------------- | ------------- | ------------ |
| 1. | «Big John»                 | Джонни Шайнс  | 2:44         |
| 2. | «Hangin' On»               | Роберт Локвуд | 4:02         |
| 3. | «Full Grown Woman»         | Джонни Шайнс  | 2:38         |
| 4. | «Razzmadazz»               | Джонни Шайнс  | 2:54         |
| 5. | «We're Gonna Ball Tonight» | Энн Локвуд    | 2:37         |
| 6. | «Early In The Morning»     | Джонни Шайнс  | 2:11         |

| №   | Название               | Автор(ы)      | Длительность |
| --- | ---------------------- | ------------- | ------------ |
| 7.  | «Here It Is, Brother»  | Роберт Локвуд | 3:47         |
| 8.  | «Mean Mistreater»      | Лерой Карр    | 2:06         |
| 9.  | «Goin' To England»     | Джонни Шайнс  | 2:50         |
| 10. | «I Gotta Find My Baby» | Роберт Локвуд | 3:06         |
| 11. | «Just The Blues»       | Роберт Локвуд | 4:23         |
| 12. | «Lonesome Whistle»     | Джонни Шайнс  | 3:40         |

## Участники записи
- Роберт Локвуд  — 12-струнная электрогитара, 12-струнная акустическая гитара, вокал (A1, A3, A6, B3, B6)
- Джонни Шайнс  — электрогитара, акустическая гитара, слайд-гитара, вокал (A2, A5, B1, B2, B4)
- Питер Хаскин — альт-саксофон
- Джеймс Си Гаррет — бас-гитара
- Виртфорд Кор — ударные
- Гарольд Ди Арнольд - электрофортепиано, тенор-саксофон

Производство
- Питер Гуральник — сопродюсер, аннотация на обложке
- Питер Хаскин — сопродюсер
- Скотт Биллингтон — сопродюсер, автор концепции обложки
- Джон Наги - микширование
- Пол Маффсон - микширование
- Джон Эрл — фотография